# Jacinto Rodríguez Díaz
El Piloto Coronel Jacinto Rodríguez Díaz (Totonicapán, Guatemala, 16 de agosto de 1901-Ciudad de Guatemala, 28 de septiembre de 1929) fue uno de los pioneros de la aviación en Guatemala.

## Biografía
Sus padres fueron Justo Rodríguez de León y María Díaz Barrios. Estudió en la Escuela Militar -nombre que tenía entonces la Escuela politécnica de Guatemala- en donde obtuvo los despachos de Subteniente de Infantería, lo cual le fue útil para ser ubicado como ayudante en la Plana Mayor Presidencial del Presidente de la República, licenciado Manuel Estrada Cabrera. Posteriormente, viajó a los Estados Unidos de América con el fin de estudiar en la Escuela de Aviación de aquel país. Junto con Miguel García Granados Solís, Óscar Morales López y Ricardo «Chato» Rodas fueron pioneros de la aviación en Guatemala al recaudar fondos para comprar el primer avión para dicho país centroamericano, al cual bautizaron con el nombre de «Centroamérica».

## Intento de primer servicio aeronáutico en Guatemala

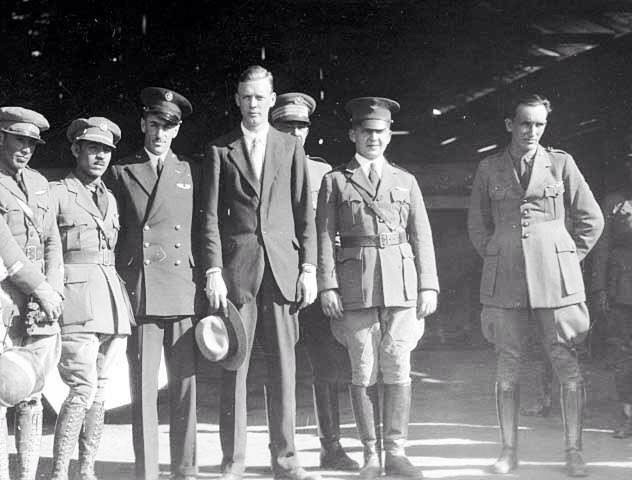
Rodríguez Díaz junto al coronel Charles Lindbergh y los pioneros de la aviación de Guatemala: Ricardo Rodas y Miguel García Granados Solís.

Desde mediados de 1929, los aviadores militares guatemaltecos liderados por el coronel Miguel García Granados Solís, habían logrado establecer un modesto servicio aéreo utilizando tres monomotores Ryan Brougham B-5 con los cuales estaban transportando carga y correspondencia hasta los más lejanos y solitarios confines del país. Rodríguez Díaz viajó a El Petén, región de extensa historia aeronáutica debido a que al encontrarse más lejos que cualquier otra área de influencia en el país, resultaba más económico utilizar vías de comunicación aérea que vía terrestre; en ese departamento Rodríguez Díaz aterrizó en Santa Elena el 20 de julio de 1929, en San Francisco en dos ocasiones y en la La Libertad. En este último poblado aterrizó por primera vez un avión en Petén en el año 1926, pilotado por el Coronel Miguel García-Granados Solís -quien era nieto del general Miguel García Granados-, luego arribó el famoso piloto norteamericano Charles Lindbergh y finalmente el coronel Rodríguez Díaz fue el tercero en llegar en 1929. En esta población funcionaba el aeródromo desde donde se tenía comunicación con el resto del país, el cual fue cerrado en la década de 1960.
Sin embargo, la aventura no llegó muy lejos pues con el fatal accidente de uno de los aviones, en el cual falleció el coronel Rodríguez Díaz, la partida del coronel García Granados fuera del país y la llegada de la Misión Aérea Francesa -la cual llegó a Guatemala a modernizar el Cuerpo de Aviación Militar-. Los aviadores militares se enfocaron en iniciar prácticas de combate y alcanzar niveles operativos aptos con los recién adquiridos cazas Morane Saulnier MS. 147EP y bombarderos Potez XXV A2.

## Muerte

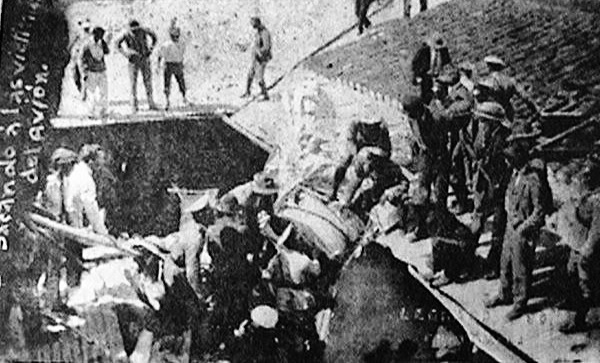
Accidente del 28 de septiembre de 1929, en que perdió la vida el coronel Rodríguez Díaz.

El Coronel Jacinto Rodríguez Díaz perdió la vida el 28 de septiembre de 1929, en un trágico accidente aéreo conocido como el «Avionazo del callejón de Dolores».  En el avión iban también el Lic. José Luis Balcárcel, Secretario de la Comisión de Límites; el niño Carlos Montano Novella y el Ing. Julio Montano Novella, en ese entonces Cónsul de Guatemala en Nueva York. Todos excepto el Ing. Montano, perdieron la vida en aquel accidente.
El mausoleo de Rodríguez Díaz fue diseñado y construido por el renombrado escultor guatemalteco Rafael Yela Günther y está ubicado en el Cementerio General de la Ciudad de Guatemala.

## Condecoraciones
Por sus distinguidos servicios a la patria, el Coronel Rodríguez fue galardonado con cincuenta y tres medallas y quince trofeos por los diferentes cuarteles militares de la época: Fuerte de Matamoros, Guardia de Honor, Fuerte de San José y la Plana Mayor Presidencial. Luego de su muerte, el padre del Coronel Rodríguez cedió todas las condecoraciones y trofeos a la Escuela Politécnica.

## Islote Jacinto Rodríguez Díaz
El gobierno guatemalteco nombró en su honor un islote en el lago Petén Itzá en el municipio de Flores, en el departamento de El Petén. El islote está en las coordenadas N 16°55′59.99″ y  W 89°52'59.99" y es un lugar turístico por donde pasan los visitantes del Parque nacional Tikal y otros sitios de interés en el departamento.